# Aphonopelma anax
Espèce
Synonymes
- Dugesiella anax Chamberlin, 1940
- Aphonopelma breenei Smith, 1995

Aphonopelma anax est une espèce d'araignées mygalomorphes de la famille des Theraphosidae.

## Distribution
Cette espèce se rencontre aux États-Unis au Texas et au Mexique au Nuevo León,.

## Description
Le mâle holotype mesure 44 mm et la femelle paratype 67 mm.

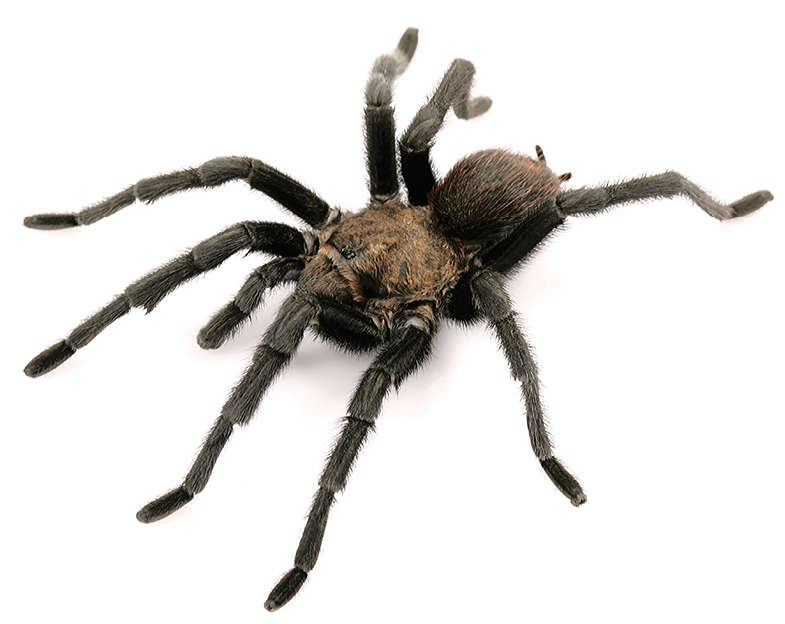
Aphonopelma anax ♂

Elle ressemble beaucoup à Tliltocatl vagans. Malgré sa taille, cette araignée n'est pas agressive, elle ne s'attaque pas à l'homme ni aux grands animaux. En cas de morsure, la réaction à son venin peut durer entre plusieurs heures et plusieurs semaines. La femelle adulte atteint 16 cm d'envergure.
Les mâles de cette espèce sont en général moins gros de moitié par rapport aux femelles. Lors de leur quête de femelles pour la reproduction, les mâles peuvent faire jusqu'à 350 mètres de marche en une seule journée.
Les femelles de cette espèce peuvent vivre jusqu'à quarante ans, les mâles meurent en général après une ou deux saisons de reproduction, ce qui est courant chez les mygales.

## Systématique et taxinomie
Cette espèce a été décrite sous le protonyme Dugesiella anax par Chamberlin en 1940. Elle est placée dans le genre Rhechostica par Raven en 1985 puis dans le genre Aphonopelma en 1991.
Aphonopelma breenei a été placée en synonymie par Hamilton, Hendrixson et Bond en 2016.

## Publication originale
- Chamberlin, « New American tarantulas of the family Aviculariidae. » Bulletin of the University of Utah, vol. 30, no 13, 1940, p. 1-39 (texte intégral).